# Râul Șipote
Râul Șipote este un curs de apă, afluent de dreapta al râului Olt.

## Punct de vărsare
Râul Șipote se varsă în râul Olt după orașul Brezoi și localitatea Călinești.

## Afluenți
Râul Betel nu are afluenți semnificativi pentru a fi notabili.